# Смолига, Оливия
Оливия Смолига (англ. Olivia Smoliga; род. 12 октября 1994, Гленвью, Иллинойс) — американская пловчиха польского происхождения. Олимпийская чемпионка и четырёхкратная чемпионка мира. Призёр чемпионатов мира по плаванию на короткой воде и Панамериканских игр.

## Биография
Родители Оливии эмигрировали из Польши в США. Сама Оливия родилась в Гленвью, штат Иллинойс.

## Карьера
В 2012 году выступала на чемпионате мира по плаванию на короткой воде. Завоевала две золотые (100 метров на спине, эстафета 4×100 метров вольный стиль), одну серебряную (50 метров на спине) и одну бронзовую (эстафета 4×100 метров комбинированная) медали.
В 2015 году выступала на Панамериканских играх. Завоевала серебряную медаль на дистанции 100 метров на спине.

### Олимпийские игры 2016
Выступала за сборную США на Олимпиаде в Рио-де-Жанейро. В предварительном заплыве на дистанции 100 метров на спине приплыла первой, с результатом 59.6 секунды. С шестым временем вышла в полуфинал. В полуфинале приплыла четвёртой, с результатом 59.35 секунды. С восьмым временем вышла в финал. В финале приплыла шестой, с результатом 58.95 секунды. Участвовала в предварительном заплыве комбинированной эстафеты 4×100 метров. Сборная США приплыла первой, с результатом 3 минуты 54,67 секунды. С первым временем американская команда вышла в финал. В финале американцы приплыли первыми, с результатом 3 минуты 53,13 секунды. Сама Смолига участия в заплыве не принимала.
В 2017 году в Будапеште стала двукратной чемпионкой мира, завоевав золотые медали со сборной в эстафетах 4 по 100 метров — вольным стилем и комбинированной. Спустя два года в корейском Кванджу завоевала личную золотую медаль на дистанции 50 метров на спине, показав время 27,33 с. Также она стала бронзовым призёром на дистанции вдвое длиннее.